# Luc Abalo
Luc Abalo (Ivry-sur-Seine, 1984. szeptember 6. –) olimpiai, Európa- és világbajnok, francia kézilabdázó.

## Pályafutása
Luc Abalo az US Ivry HB csapatánál kezdte profi pályafutását, első szerződését 2005-ben írta alá. A 2005-2006-os idényben kupadöntőt játszott csapatával, a következő szezon végén pedig bajnoki címet ünnepelhetett. Egymás után három idény végén választották őt a francia bajnokság legjobb jobb szélsőjének. 2008-ban a spanyol BM Ciudad Real szerződtette, amellyel 2009-ben és 2010-ben bajnokságot, 2011-ben kupát, 2009-ben pedig Bajnokok Ligáját nyert. Hívta a német THW Kiel is, azonban maradt az időközben Madridba költözött csapatnál. Egy idény után váltott, a PSG Handball szerződtette. A párizsi csapattal a következő években hétszer ünnepelhetett francia bajnoki és háromszor francia kupagyőzelmet. 2020-ban pályafutása befejezésén gondolkodott, de többek között a következő évre halasztott olimpia miatt a folytatás mellett döntött és a norvég bajnok Elverum Håndball játékosa lett egy évre. Az olimpián megszerezte harmadik bajnoki címét is, majd a döntő után befejezte játékos pályafutását.

## Sikerei, díjai
US Ivry HB
- Francia bajnok: 2007

BM Ciudad Real
- Spanyol bajnok: 2009, 2010
- Spanyol kézilabdakupa győztes: 2011
- EHF-bajnokok ligája győztes : 2009

PSG Handball
- Francia bajnok: 2013, 2015, 2016, 2017, 2018, 2019, 2020
- Francia kézilabdakupa győztes: 2014, 2015, 2018
- Norvég bajnok: 2021

Válogatott
- Világbajnokság győztese: 2009, 2011, 2017
- Európa-bajnokság győztese: 2006, 2010, 2014
- Olimpiai bajnok: 2008, 2012, 2020
  - 2. helyezett: 2016